# Fauna (déesse)
Fauna ou Fatua est une déesse latine, sœur et épouse de Faunus, et mère des divinités champêtres de ce nom. 

## Mythe
Elle était fille de Picus et prédisait l'avenir aux femmes, comme Faunus l'annonçait aux hommes. Après la mort de son époux, elle s'enferma seule et poussa la retenue jusqu'à ne plus voir un seul homme pendant tout le reste de sa vie. 

## Culte
Selon Georges Dumézil, Fauna n'est guère qu'un nom, qui ne prend consistance que dans les légendes où femme, fille ou sœur de Faunus, elle est passée dans le roman, en particulier le roman hellénisant. Sous le vocable de Bona Dea, elle reçoit en décembre un culte d'État, mais secret, strictement réservé aux femmes. Grec d'origine, celui-ci fut importé à Rome dans la première moitié du IIIe siècle av. J.-C., après la prise de Tarente en -272.
Les Romains avaient l'habitude d'adopter Fauna et Faunus pour leurs dieux lares ou tutélaires.

## Postérité
Selon Demoustier, dans ses Lettres à Émilie sur la mythologie :

« Les Latins déifièrent ce modèle des veuves, qui devint l'immortelle patronne des dames romaines. Elle avait à Rome un temple dont les prêtres distribuaient au peuple des simples pour toutes les maladies. Les Romains confondaient Fauna avec Cybèle, ou la bonne déesse, et lui donnaient les mêmes attributs. Les dames romaines célébraient sa fête pendant la nuit, et il était défendu aux hommes d'oser même regarder l'asile sacré de ces mystères, dont il faut avouer que les femmes n'ont jamais révélé le secret. »